# کاغذ اخبار

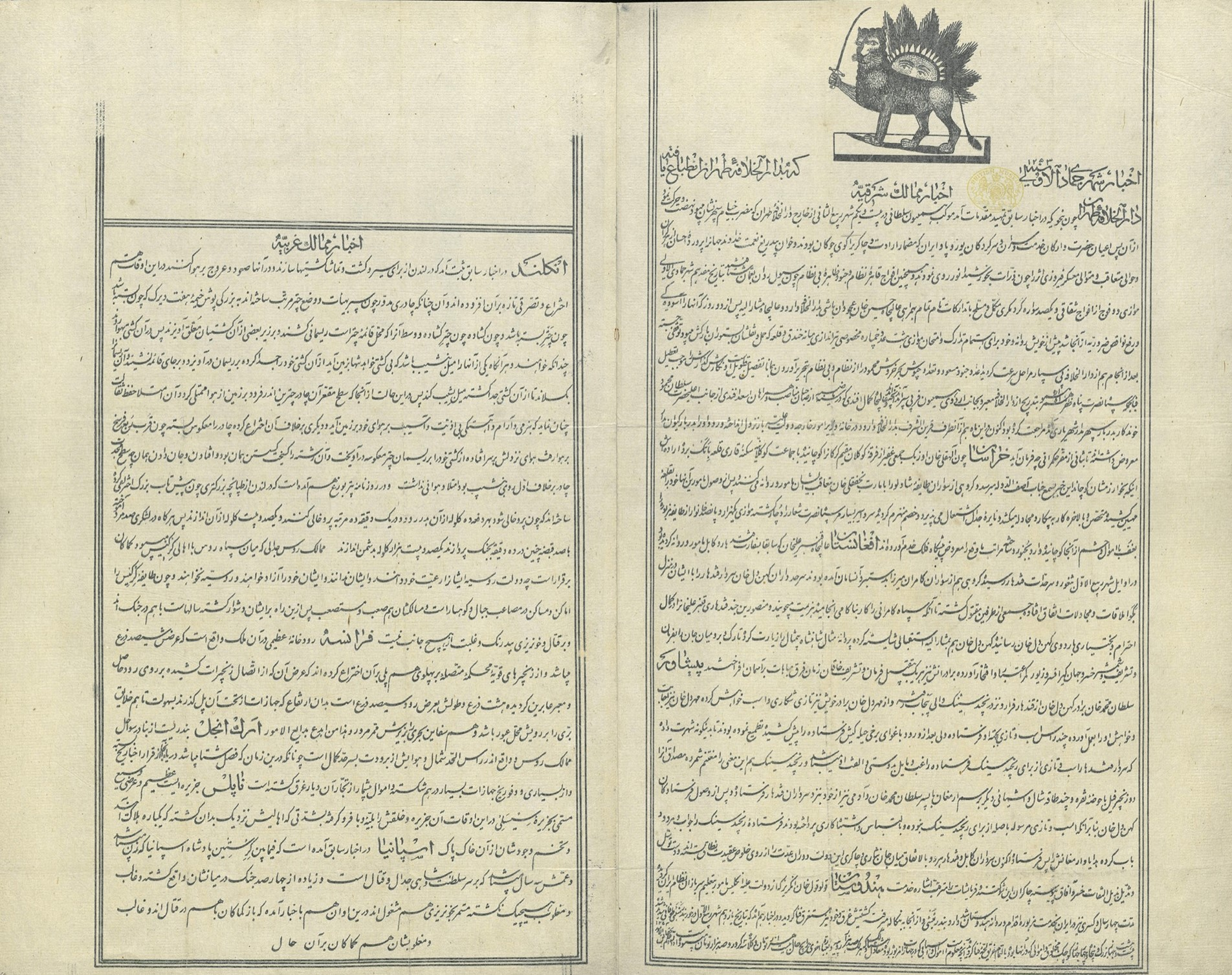
تصویر از کاغذ اخبار

کاغذ اخبار نخستین نشریه ادواری ایران است که ۷۰ سال پیش از صدور فرمان مشروطهٔ ایران آغاز به انتشار کرد. این نشریه به‌طور ماهانه در دورهٔ پادشاهی محمدشاه قاجار توسط میرزا صالح شیرازی در تهران منتشر می‌شد.
نخستین شمارهٔ این نشریه، که در روز دوشنبه ۲۵ محرم ۱۲۵۳ قمری برابر با ۱۱ اردیبهشت ۱۲۱۶ خورشیدی، یکم مهٔ ۱۸۳۷ ترسایی (میلادی)، به فرمان محمدشاه منتشر شد نام به‌خصوصی نداشت و به ترجمه از واژهٔ فرنگیِ "Newspaper" «کاغذ اخبار» نامیده می‌شد. در نخستین شمارهٔ کاغذ اخبار، اخباری چون اقدامات شاهنشاه، کشتار و سرکوب طایفهٔ ترکمن گوکلان و یموت (که پیوسته به خاک و اتباع ایران حمله می‌کردند) و کوچ اجباری زنان و کودکانشان به دارالخلافهٔ (تهران) آمده بود.
بااینکه کاغذ اخبار دست‌کم سه سال به صورت ماهانه منتشر می‌شد اما شماره‌ها و نوشته‌های بسیار محدود و پراکنده‌ای از آن در دست مانده‌است.
هم‌اکنون تنها دو نسخه از کاغذ اخبار موجود است که در کتابخانه بریتانیا نگهداری می‌شود.